# Leptophobia erinna
Leptophobia erinna is een vlindersoort uit de familie van de Pieridae (witjes), onderfamilie Pierinae.
Leptophobia erinna werd in 1874 beschreven door Hopffer.